# Touit purpuratus
Touit purpuratus là một loài chim trong họ Psittacidae.